# Türstopper
Ein Türstopper  (auch Türpuffer) ist eine Einrichtung, gegen den eine sich öffnende Tür, insbesondere ihr Griff, anstatt gegen die Wand oder gegen Möbel schlägt. Er wird so angebracht, dass die Tür sich dennoch möglichst weit öffnen lässt.

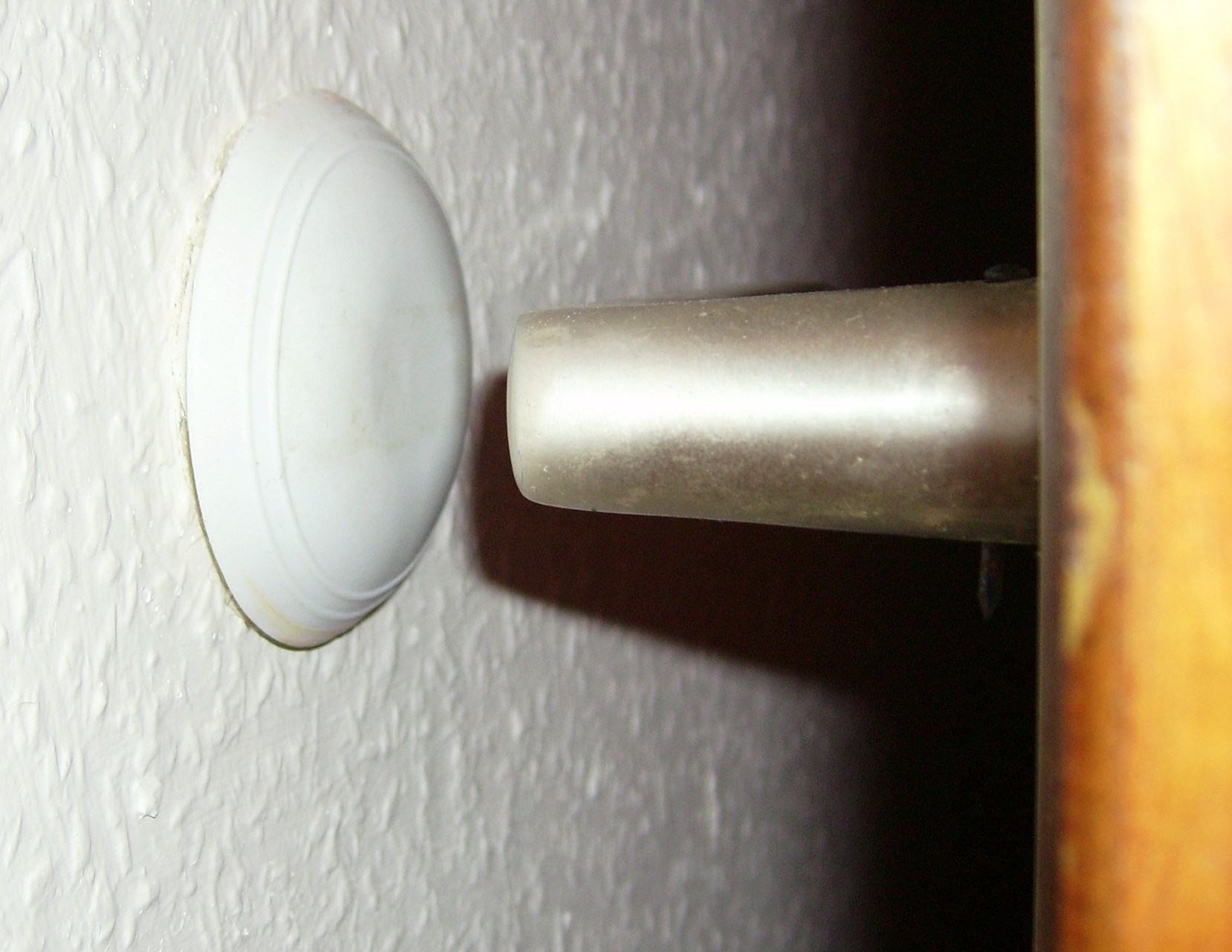
Türstopper (Bummsinchen) an der Wand, gegen Türklinke wirkend

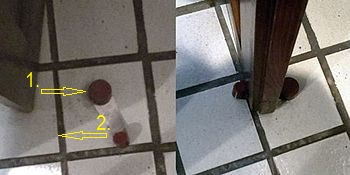
Türstopper am Boden (großer Gummizylinder) mit drehbarem Türfeststeller (kleiner Zylinder) kombiniert

Eine häufig verwendete, einfache Form des Türstoppers ist die eines runden oder eckigen Klotzes aus Gummi oder Kunststoff, der mit einer Schraube auf dem Boden befestigt wird.
An die Wand zu klebende einfache Kunststoffstopper mit Hartschauminlay werden Bummsinchen genannt.
Ohne Befestigung kommen schwere, scheibenförmige Türstopper, meist aus Metall oder Stein, aus. Sie sind an Unterseite und Rand mit Gummi beschichtet, verrutschen durch ihr hohes Eigengewicht kaum und fangen mit ihrem weichen Rand die Tür ab.
Türstopper können auch an der Wand befestigt sein, so dass die Tür mit dem Griff oder dem Türblatt gegen einen Klotz stößt. Im letztgenannten Fall werden meist kurze Stangen verwendet, die etwa die Tiefe des Türgriffes haben und am freien Ende einen Gummiklotz tragen. Sie werden meistens unauffällig und weniger störend im oberen Türbereich montiert.
Welche Art von Türstopper verwendet wird, hängt von der Gegebenheit des Raumes ab. So kann die Wand von einem Möbelstück versperrt sein. Häufig will man auch nicht den Fußboden beschädigen oder kann auf diesem nicht bohren, weil darunter eine Fußbodenheizung liegt.